# Kaiser Matanzima
Kaiser Daliwonga Matanzima (15 de junio de 1915 - 15 de junio de 2003) fue un político sudafricano, presidente de Transkei, un bantustán reconocido internacionalmente como parte de Sudáfrica.

## Biografía
Nacido en Qamata, sobrino de Nelson Mandela, a Matanzima se le dio el nombre de Daliwonga como su "inkahlelo" (nombre de alabanza) al llegar a la madurez.
Tras finalizar sus estudios en leyes, se dedicó a la política. Como jefe de los thembu emigrantes, una facción subordinada de los thembu, su apoyo a la Ley de Autoridad Bantú de 1951 promulgada por el gobierno de Sudáfrica, le impartió credibilidad a la ley mencionada ante los ojos de otros jefes tribales. Sin embargo, dicho apoyo dio inicio a su separación de Mandela como aliado político (aunque siguieron siendo amigos por algún tiempo).
Mandela condenó lo que consideró el apoyo de facto de Matanzima a las políticas del apartheid. En 1975, en su plan "Independencia a mi manera", Matanzima dijo que la liberación de los negros ocurriría por intermedio de una federación de patrias negras como la de Transkei, y no por la vía de movimientos de liberación como el liderado por Nelson Mandela.
Matanzima llevó su partido político a victorias en las elecciones de 1968 y 1973 en Transkei. En 1976 fue juramentado como primer ministro cuando Transkei se convirtió en el primer bantustán devenido en nación independiente (tan solo reconocida por Sudáfrica).
En 1979 Matanzima asumió el cargo de presidente, y su hermano el de primer ministro. Su gobierno prohibió algunos partidos políticos de oposición y persiguió judicialmente a aquellos enemigos políticos que "insultaban la dignidad" del presidente.
Matanzima intentó convencer a Mandela de aceptar la oferta del gobierno sudafricano de liberarlo si aceptaba exiliarse en Transkei. Mandela, además de rechazar la oferta, se negó a aceptar visitas de Matanzima en prisión, temiendo que esto pudiera ser visto como una aceptación y legitimación del sistema de los bantustanes.
En 1986, ante claras evidencias de corrupción, Matanzima renunció como presidente, dejando a su hermano a cargo del gobierno. Sin embargo pronto los hermanos se convirtieron en enemigos políticos y Matanzima fue detenido. Fue liberado en 1987 pero restringido a permanecer en la zona de Qamata.
Matanzima murió en Queenstown en 2003 el día de su 88 cumpleaños. La visión y los sentimientos encontrados sobre su rol como líder de un importante grupo de ciudadanos negros sudafricanos durante los años del apartheid se mantienen en el presente.
- Datos: Q3192002